# Úrsulo Galván, Tezonapa
Úrsulo Galván är en ort i Mexiko.   Den ligger i kommunen Tezonapa och delstaten Veracruz, i den sydöstra delen av landet, 270 km öster om huvudstaden Mexico City. Úrsulo Galván ligger 887 meter över havet och antalet invånare är 223.
Terrängen runt Úrsulo Galván är huvudsakligen lite bergig. Úrsulo Galván ligger uppe på en höjd. Runt Úrsulo Galván är det ganska tätbefolkat, med 100 invånare per kvadratkilometer. Närmaste större samhälle är Motzorongo, 6,4 km nordost om Úrsulo Galván. I omgivningarna runt Úrsulo Galván växer i huvudsak städsegrön lövskog.